# Bessy-sur-Cure
Bessy-sur-Cure település Franciaországban, Yonne megyében. Lakosainak száma 185 fő (2022. január 1.). Bessy-sur-Cure Arcy-sur-Cure, Lucy-sur-Cure, Mailly-la-Ville, Prégilbert, Sery, Deux Rivières és Vermenton községekkel határos.

## Népesség
A település népességének változása:
| Lakosok száma | 185  | 189  | 194  | 190  | 190  | 188  | 187  | 186  | 185  |
|               | 2013 | 2015 | 2016 | 2017 | 2018 | 2019 | 2020 | 2021 | 2022 |